# Neuapostolische Kirche Halle

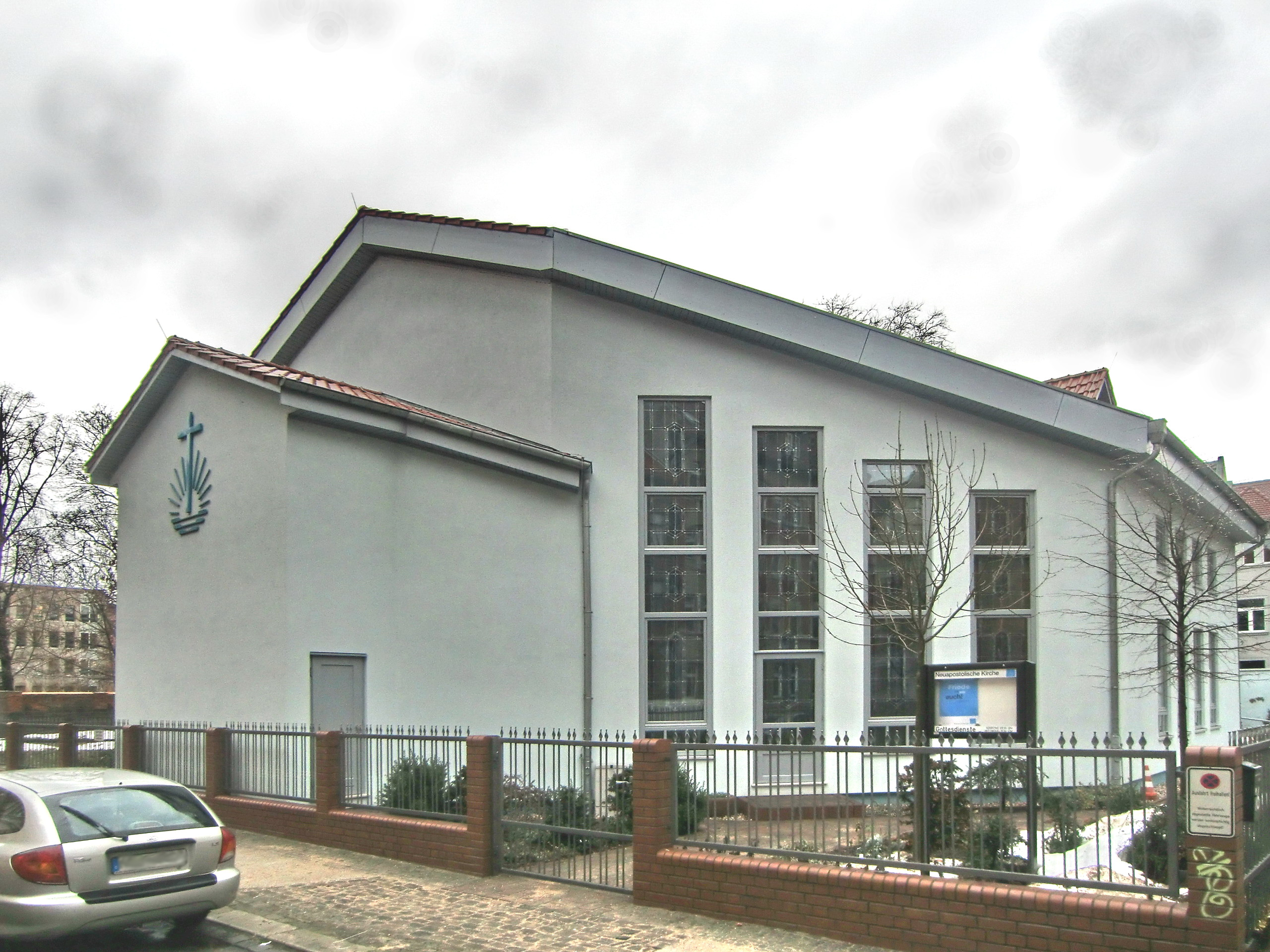
Neuapostolische Kirche Halle

Das Gebäude der Neuapostolischen Kirche Halle befindet sich in der Pfälzer Straße in der Nördlichen Innenstadt von Halle (Saale). Die Gemeinde Halle gehört innerhalb der Neuapostolischen Kirche Mitteldeutschland zum Kirchenbezirk Leipzig.

## Geschichte
Eine neuapostolische Gemeinde wurde in Halle (Saale) bereits 1896 gegründet. Mitte 1897 bezog die Gemeinde einen Mietraum in der Großen Brauhausstraße 30. In den Jahren 1899 bis 1900 wurde in unmittelbarer Nachbarschaft zur heutigen Kirche ein bereits bestehendes Gebäude zur Kirche umgebaut und am 15. Februar 1900 geweiht. Mit dem Bau der neuen Kirche ist das Gebäude aufgrund von Baumängeln im Jahr 2001 abgerissen worden.

## Bauwerk
Der Grundstein für den heutigen Kirchenbau ist am 6. März 2001 gelegt worden; am 9. Dezember 2001 wurde er geweiht. Es handelt sich um ein langgestrecktes Gebäude, das sich tief in das Grundstück hinein erstreckt. Der Eingang zum Kirchenbau befindet sich an der von der Straße abgewandten Seite des Grundstücks. Der Kirchensaal mit polygonalem Grundriss bildet den Hauptteil der Anlage. Wesentliches Element der Fassadengliederung sind vertikal ausgerichtete Fensterbänder, deren Höhe mit der des Daches variieren und damit gestaffelt wirken. Die umgebende Bebauung ist im Wesentlichen gründerzeitlich geprägt und als Blockrandbebauung ausgeführt. Die Kirche nimmt diesen Gedanken nicht auf. Stattdessen steht das Bauwerk losgelöst von der umgebenden Bebauung auf dem Grundstück.